# توماس ميلر (لاعب كرة قدم)
توماس ميلر (بالألمانية: Thomas Miller)‏ (13 فبراير 1963 بفورستنفلدبروك في ألمانيا - ) هو لاعب كرة قدم ألماني في مركز الدفاع. لعب مع ميونخ 1860 ونادي آوغسبورغ ونادي أونترهاخينغ ونادي فورستنفلدبروك ‏.

## وصلات خارجية
- توماس ميلر على موقع قاعدة بيانات كرة القدم.إي يو (الإنجليزية)
- توماس ميلر على موقع بيانات كرة القدم. دي إي (الألمانية)
- توماس ميلر على موقع عالم كرة القدم.نت (الإنجليزية)